# Erateina cormasa
Erateina cormasa är en fjärilsart som beskrevs av Druce 1893. Erateina cormasa ingår i släktet Erateina och familjen mätare. Inga underarter finns listade i Catalogue of Life.